# Charles Christofle
Charles Christofle (París, 25 de octubre de 1805–Brunoy, 13 de diciembre de 1863) fue un orfebre y empresario industrial francés. 

## Biografía

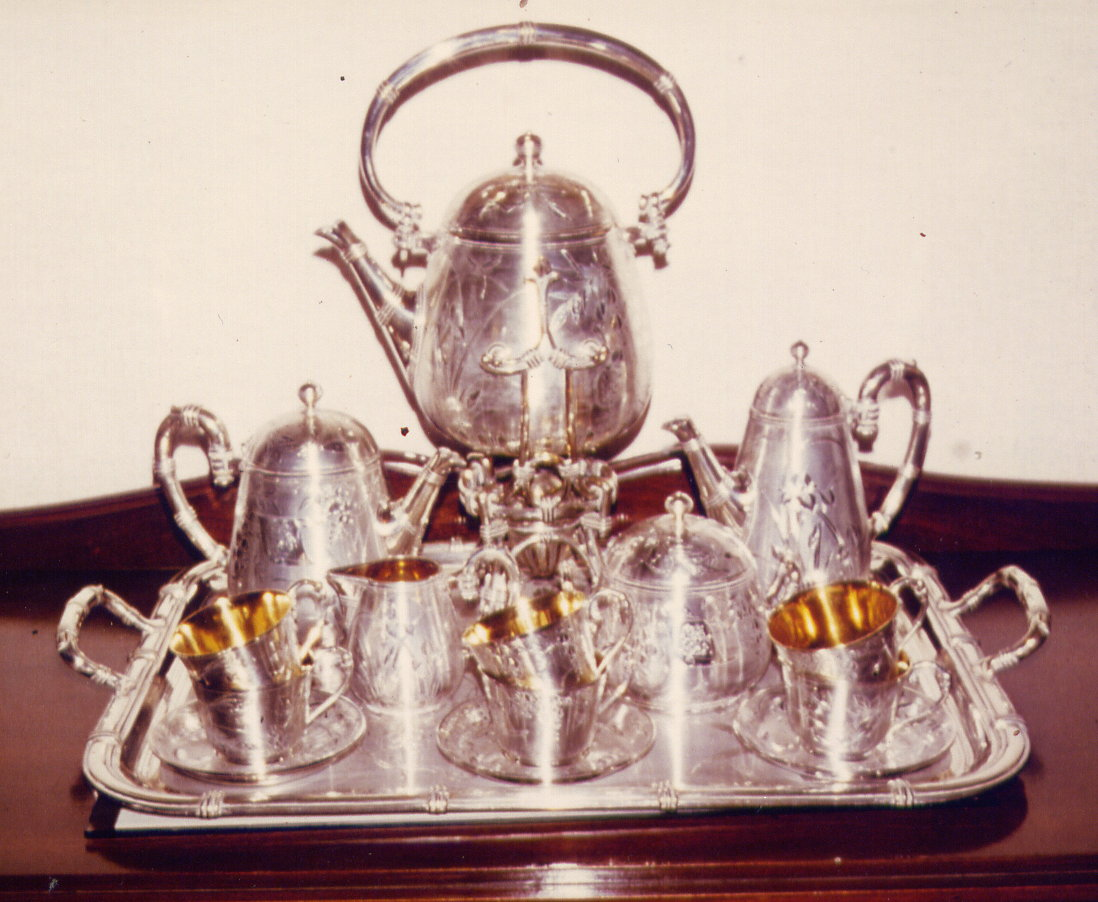
Juego de té y café decorado con glicinas y mariposas, Fábrica de orfebrería Christofle, 1875

Se inició como joyero, pero en los años 1830 se especializó en la fabricación de plata para ajuar doméstico. Creó una empresa de platería y plata electrolítica, llamada Christofle, que fue la mayor en volumen de fabricación en Francia, y que compitió a nivel internacional con la inglesa Elkington y la estadounidense Reed & Barton. En 1842 compró los derechos de la patente de plata electrolítica de Elkington para Francia, con lo que obtuvo el monopolio de esta técnica en el mercado francés. Al poco tiempo su empresa facturaba ya más de dos millones de francos anuales.
La empresa Christofle fabricaba principalmente piezas de vajilla y objetos de uso doméstico, con un eclecticismo estilístico que iba desde los estilos Luis XV y Luis XVI hasta el estilo Segundo Imperio de moda en su momento. El propio emperador Napoleón III le hizo varios encargos, como la vajilla conservada actualmente entre el Museo de Artes Decorativas de París y el Musée du Château de Compiègne, confeccionada en 1853. También elaboraban muebles con aplicaciones de bronce, como una mesa diseñada por Albert-Ernest Carrier-Belleuse conservada en el Museo de Artes Decorativas de París.
A la muerte del fundador la empresa pasó a manos de su hijo Paul Christofle y su sobrino Henri Bouilhet, que ampliaron el negocio. A principios del siglo XX tenían 1500 empleados en su fábrica de Saint-Denis, y sucursales en Viena, Bruselas y Karlsruhe. En la Exposición Universal de París de 1900 dieron a conocer un nuevo tipo de metal chapado que bautizaron «metal Galia», más pesado que la plata electrolítica y con más sonoridad a la percusión. En las primeras décadas de esta centuria los estilos de fabricación fueron el Art Nouveau y el art déco. En 1935 elaboraron varias vajillas para el trasatlántico SS Normandie que gozaron de gran fama.
Desde la Segunda Guerra Mundial se apostó por el diseño industrial y se contó con la colaboración de diseñadores de renombre como Gio Ponti y Tapio Wirkkala. La empresa Christofle sigue siendo una de las principales productoras de plata de mesa de Francia.